# Oxalis pinetorum
Oxalis pinetorum är en harsyreväxtart som först beskrevs av John Kunkel Small, och fick sitt nu gällande namn av Ignatz Urban. Oxalis pinetorum ingår i släktet oxalisar, och familjen harsyreväxter. Inga underarter finns listade i Catalogue of Life.